# Berner Oberland (trein)
De Berner Oberland was een internationale trein tussen Zwitserland, Duitsland en Nederland en is genoemd naar het Berner Oberland, het gebied ten zuiden van Interlaken.

## EuroCity

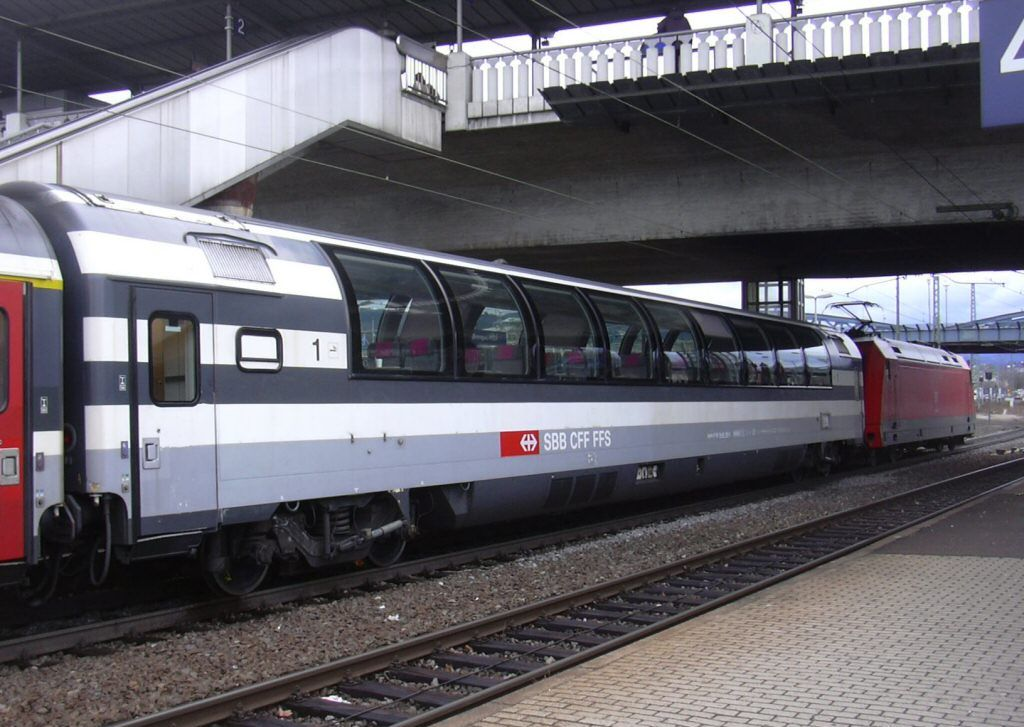
EC-90 panoramarijtuig in Freiburg im Breisgau 28 dec. 2003

De Berner Oberland werd op 2 juni 1991 als tweede EuroCity tussen Nederland en Zwitserland in gebruik genomen. De trein, onder de nummers EC 104 en EC 105, volgde ten noorden van Basel dezelfde route als EC Rembrandt, in Zwitserland werd van en naar Interlaken gereden. De Berner Oberland werd gereden met EC-90 materieel van de SBB per 31 mei 1992 aangevuld met een EC-90 panoramarijtuig. Tussen 29 mei 1994 en 30 mei 1999 was het noordelijke eindpunt Schiphol in plaats van Amsterdam CS. Op 5 november 2000 werd de vertrektijd uit Amsterdam met 10 minuten vervroegd. Op 14 december 2002 werd EC Rembrandt uit de dienstregeling genomen en kreeg de Berner Oberland de vrijgekomen nummers EC 2 en EC 3. In 2003 werd de InterCityExpress verbinding tussen Amsterdam en Basel in gebruik genomen en de route van de EC Berner Oberland veranderde dan ook per 14 december 2003. De trein reed niet langer naar Amsterdam, maar naar Hamburg en Kiel. De trein kreeg hierbij vier treinnummers, EC 100 voor de trein van Interlaken naar Hamburg op maandag t/m zaterdag, EC 102 voor de zondagse rit van Interlaken naar Kiel, EC 101 voor de rit van Hamburg naar Interlaken op dinsdag t/m zondag en EC 103 voor de rit van Kiel naar Interlaken op maandagen. Vanaf 12 december 2004 is de treindienst naamloos voortgezet. Op 11 december 2005 verviel de verlenging naar Kiel en werd aan de zuidkant de route gewijzigd in Basel - Chur in plaats van Basel - Interlaken.   